# Primal Fear (album)
Primal Fear è il primo album dell'omonima heavy/power metal band tedesca.

## Tracce
1. Primal Fear – 0:34
2. Chainbreaker – 4:25
3. Silver & Gold – 3:14
4. Promise Land – 4:25
5. Formula One – 4:58
6. Dollars – 3:59
7. Nine Lives – 3:08
8. Tears of Rage – 6:49
9. Speedking (cover dei Deep Purple - Solo: Kai Hansen) – 4:01
10. Battalions of Hate – 3:51
11. Running in the Dust – 4:39
12. Thunderdome – 3:47
13. Breaker (cover degli Accept - Bonus Track) – 3:29

## Formazione
- Ralf Scheepers - voce
- Stefan Leibing - chitarra
- Tom Naumann - chitarra
- Mat Sinner - basso
- Klaus Sperling - batteria